# Marina van der Kooi

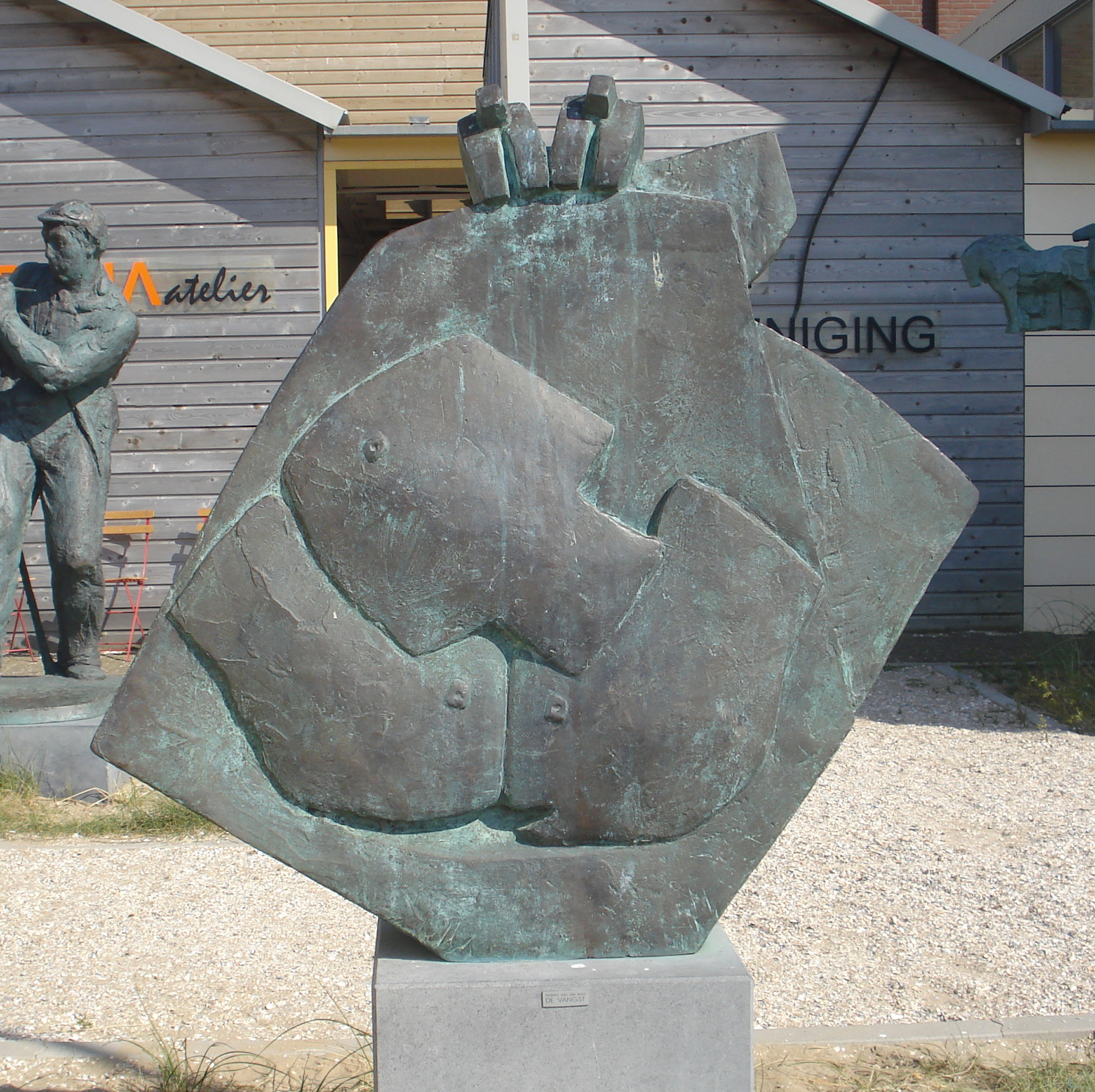
Vangst (2009), Katwijk

Marina van der Kooi (Amsterdam, 1951) is een Nederlands beeldhouwer en medailleur.

## Leven en werk
Van der Kooi studeerde aan Academie Minerva in de stad Groningen (1970-1974) en de Rijksakademie van beeldende kunsten in Amsterdam (1974-1980). Sinds 1983 neemt ze deel aan exposities. Ze maakte figuratief-abstracte beelden en penningen. Van der Kooi sloot rond 1990 aan bij het Amsterdams Beeldhouwers Kollektief en de Amsterdamse Kunstenaarsvereniging De Stuwing en is lid van Arti et Amicitiae en de Nederlandse Kring van Beeldhouwers.

## Enkele werken
- 1984 Gedenkteken, Elst.
- 1994 Stenen Bruidsbed (25x38 cm), collectie ING.
- 1986 Man met hond, bij het Wilhelmina Ziekenhuis Assen.
- 1993 penning in opdracht van het Elektriciteitsbedrijf Zuid-Holland.
- 2000 Open kop, rotonde Wenkebachweg, Amsterdam. Het 7,6 meter hoge beeld was opgebouwd uit bamboestokken en stond tot 2002 op de rotonde.[4]
- 2005 erepenning in opdracht van de European Heart Rythm Association.
- 2009 Vangst, op de boulevard in Katwijk.
- 2012 Einthoven penning in opdracht van het Leids Universitair Medisch Centrum.
- 2013 Zonvanger, werd in 2019 geplaatst aan de Westerdijk in Hoorn.
- 2016 penning G.J. Brakenhoff Prize in opdracht van Focus on Microscopy.
- 2018 penning Harry Struiker-Boudier Award for Talented Academics (HS-BAFTA).

## Fotogalerij

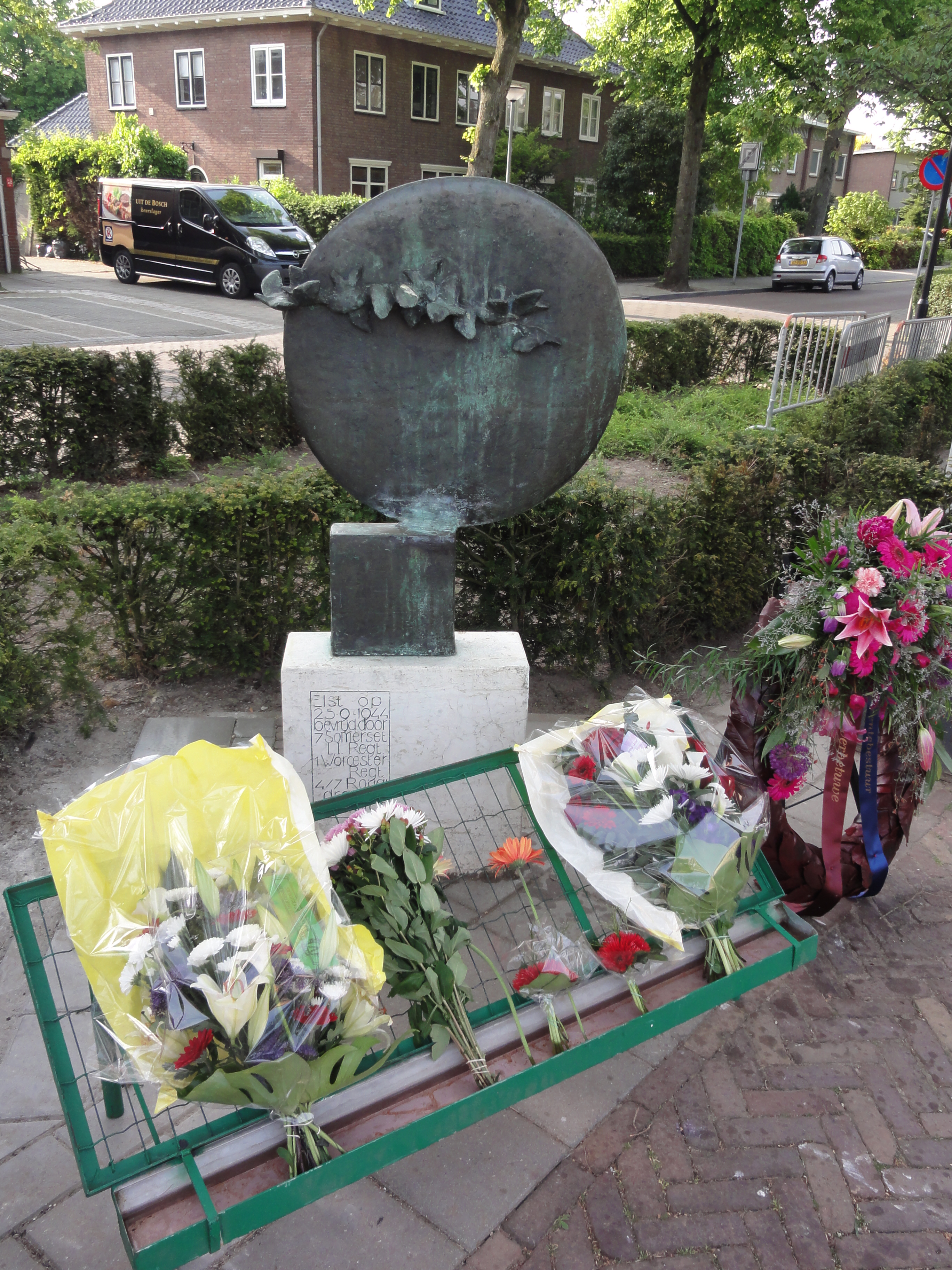
Gedenkteken (1984), Elst
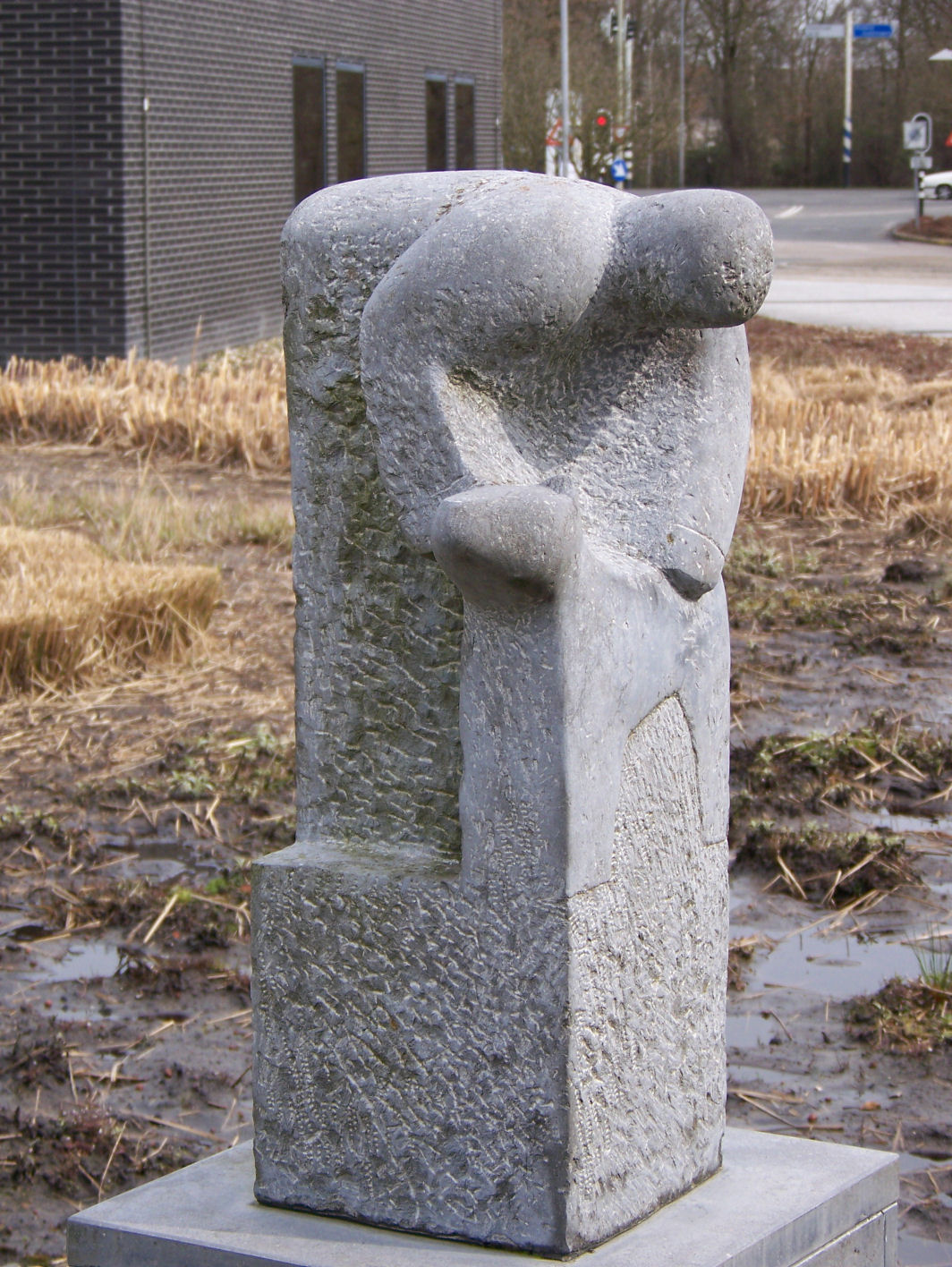
Man met hond (1986), Assen